# Space station No.9 (曲)
『space station No.9』（スペース・ステーション・ナンバー・ナイン）は、2005年2月2日にcontemodeより発売されたcapsuleの4枚目の数量限定アナログ12インチシングルである（品番：YCAC-10001）。

## 楽曲について
A1.space station No.9
表記はないが、アルバム『NEXUS-2060』に収録されたバージョンとは異なるもので、extended mixに相当する。また、アルバム版とはマスタリングも異なる。他にもスタジオカジノの百瀬ヨシユキ監督とのコラボで制作された短編映画『space station No.9』には前者2つとは異なるバージョンが使用されており、アルバム版を基盤としつつ、イントロに追加があるなどの差が見られる。

## 収録曲
全作詞・全作曲：中田ヤスタカ
| #  | タイトル                     | 作詞 | 作曲・編曲 | 時間 |
| -- | ---------------------------- | ---- | ---------- | ---- |
| 1. | 「space station No.9」       |      |            | 5:10 |
| 2. | 「A.I. automatic infection」 |      |            | 3:16 |

| #  | タイトル                 | 作詞 | 作曲・編曲 | 時間 |
| -- | ------------------------ | ---- | ---------- | ---- |
| 1. | 「beautiful hour」       |      |            | 7:51 |
| 2. | 「happy life generator」 |      |            | 5:01 |